# 오서운
오서운(1977년 3월 16일 ~ )은 대한민국의 여자 배우 겸 기업가이다.
1993년, 잡지 모델로 처음 데뷔하였고 1995년에는 KBS 한국방송공사 드라마 《신세대 보고 어른들은 몰라요》로 정식 연기자 데뷔하였으며 이듬해 1996년에는 연극배우로 데뷔하였으며, 2006년에는 영화 《신데렐라》로 영화 배우로 데뷔하였다.
한때 지상파 방송 3사 드라마에서 연기자로 활동했던 그녀는 현재 오언니닷컴의 ceo로 재직하고 있으며 배우자는 힙합, 재즈힙합, 재즈, 뮤지션 현진영(본명 허현석)이다.

## 출연작

### 드라마
- 1995년 KBS 드라마 《신세대 보고 - 어른들은 몰라요》
- 1996년 KBS 드라마 《스타트》
- 1997년 MBC 드라마 《레디 고!》
- 1997년 SBS 월화드라마 《여자》
- 1997년 MBC 시트콤 《남자 셋 여자 셋》
- 1998년 SBS 드라마 《사랑해 사랑해》 - 한미진 역
- 1998년 KBS 드라마 《킬리만자로의 표범》 - 서혜원 역
- 1998년 SBS 드라마 《7인의 신부》 - 강미영 역
- 1998년 MBC 시트콤 《여자 대 여자》
- 1998년 SBS 드라마 《미우나 고우나》
- 1999년 SBS 드라마 《토마토》 - 성영숙 역
- 1999년 SBS 드라마 《달콤한 신부》
- 2005년 MBC 드라마 《내 이름은 김삼순》 - 맞선녀 역

### 연극
- 1996년 《약한 자의 슬픔》 ... 엘리자베스 역(주연)

### 뮤직 비디오
- 2002년 《요람》 (현진영 4집 수록작)
- 2002년 《그래서 그대는》 (얀 3집 수록작)

### 영화
- 2006년 《신데렐라》

### 방송
- 2012년 sbs 자기야 고정 출연
- 2018년 《잘살아보시개 (시즌2)》 - 현진영과 공동 출연